# 駐日アルジェリア大使館

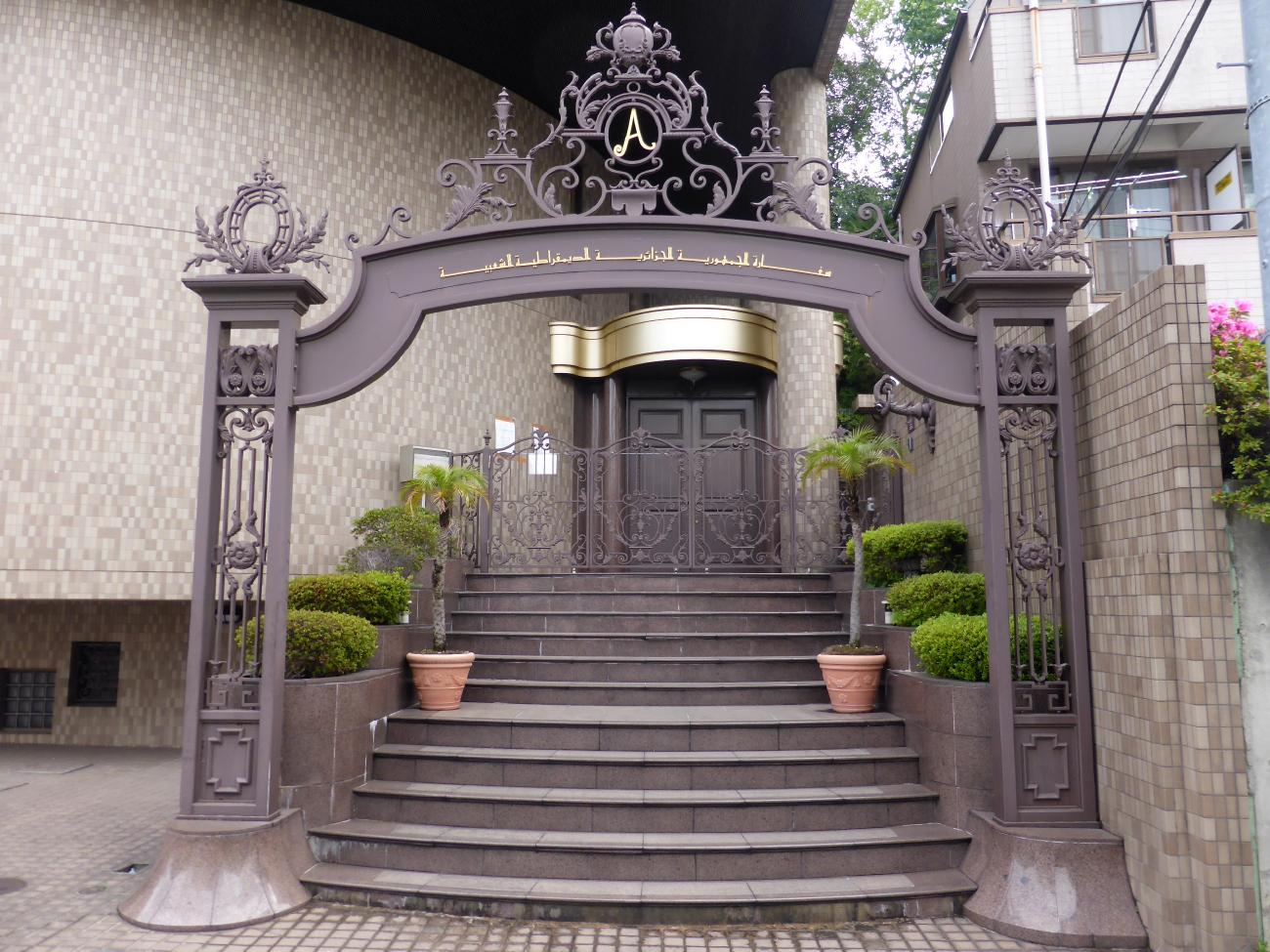
アルジェリア大使館正門

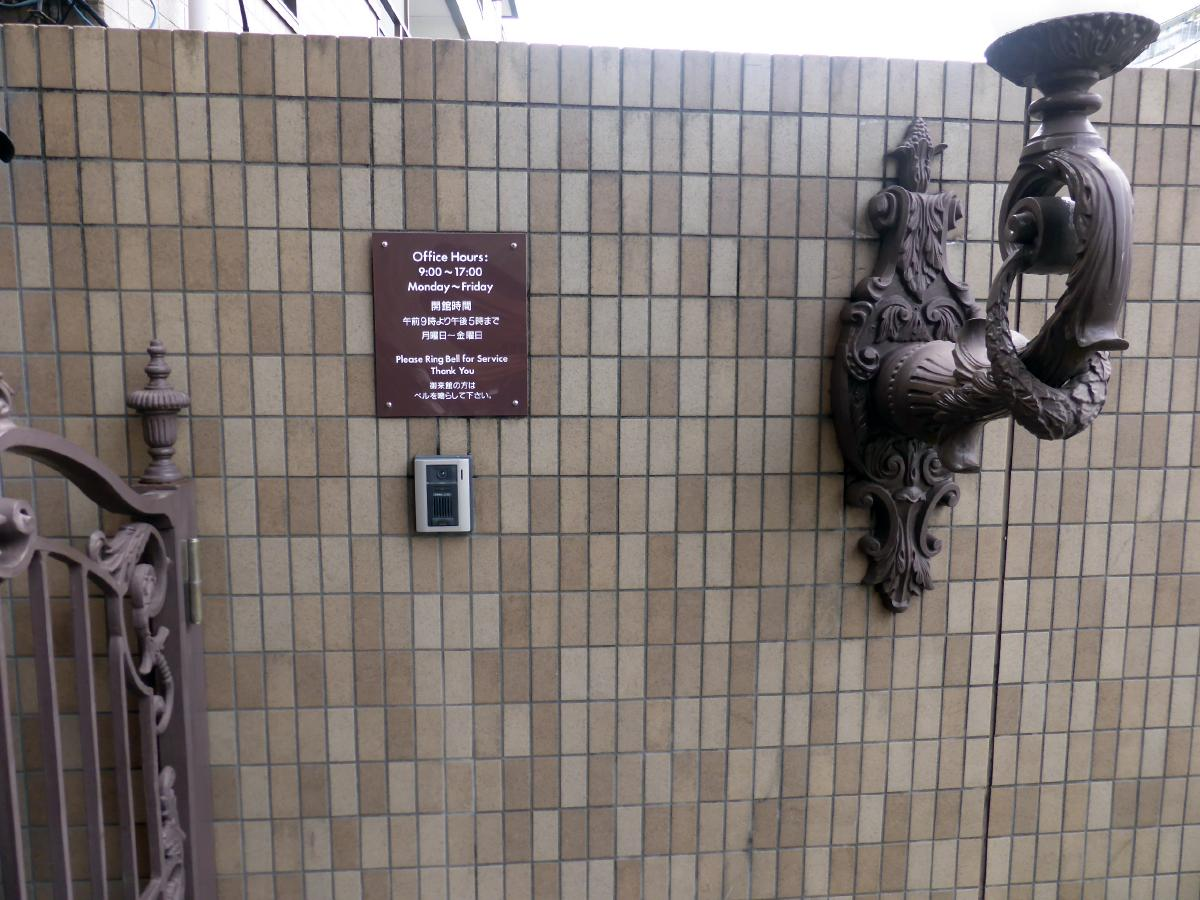
アルジェリア大使館開館時間

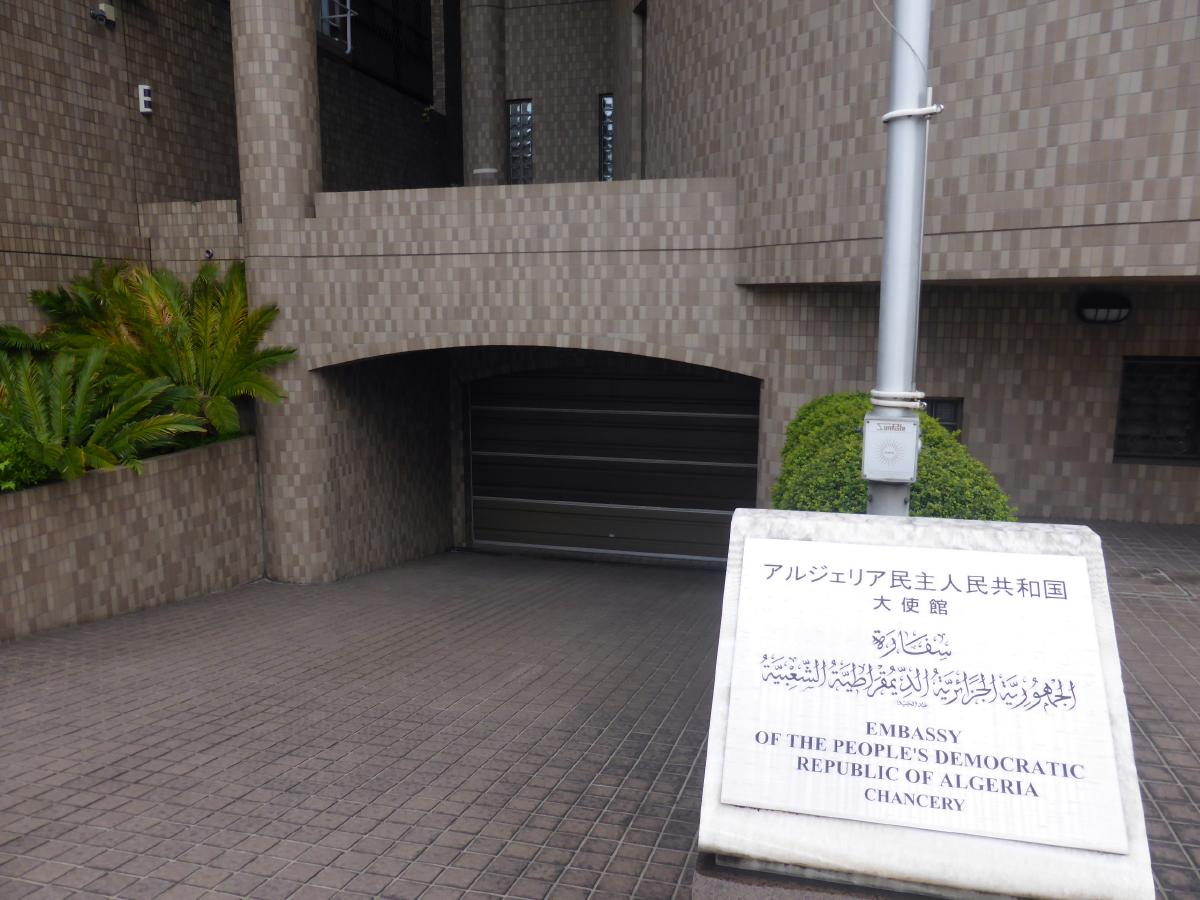
アルジェリア大使館ネームプレート

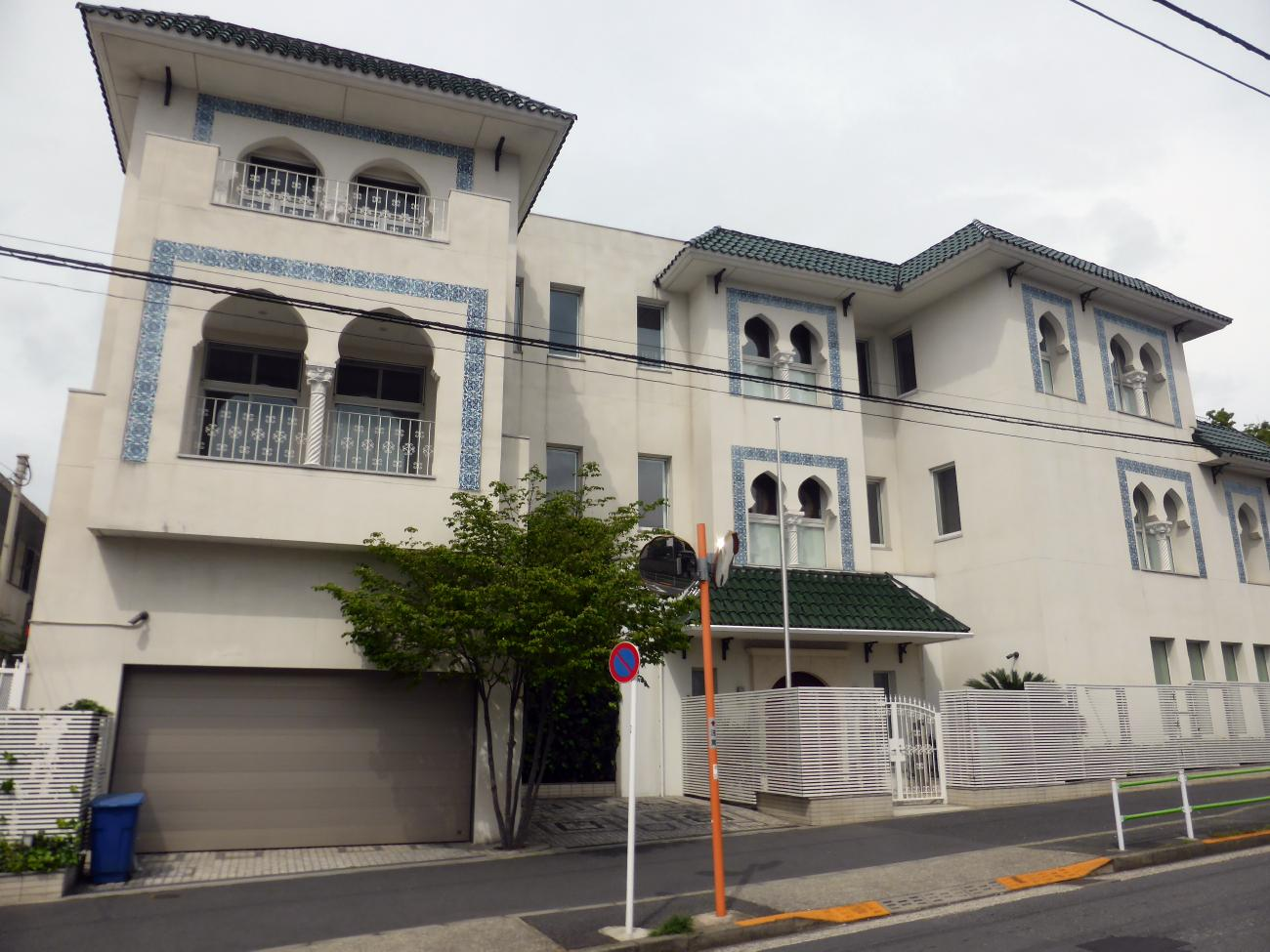
駐日アルジェリア大使公邸は南麻布のパキスタン大使館の近く

駐日アルジェリア大使館（アラビア語: سفارة الجزائر في اليابان、英語: Embassy of Algeria in Japan）は、アルジェリアが日本の首都東京に設置している大使館である。在東京アルジェリア大使館（アラビア語: سفارة الجزائر في طوكيو、英語: Embassy of Algeria in Tokyo）とも呼ばれる。

## 歴史
1952年、サンフランシスコ平和条約の発効により日本が独立したが、当時アルジェリアを領有していたフランスも同条約締結国のうちの一国で、第二次世界大戦により途絶していた日仏関係が再開された。1958年、アルジェリア人による民族自決を支持する日本が民族解放戦線（FLN）の代表事務所を東京に設置することを許可して、同年9月、東京に民族解放戦線極東代表部が開設される。FLN極東代表部には、まず元アルジェ市助役の法律家アブデラマーン・キワンが派遣され、続いて同じく法律家のアブデルマレク・ベンハビレスが次席代表として来日した。
1962年7月1日、フランス領アルジェリアで独立を問う住民投票が実施されて圧倒的多数のアルジェリア人有権者が独立を支持し、これを受けて7月3日、宗主国フランスがアルジェリアの独立を承認。7月4日には、日本がアルジェリアを主権国家として承認する。1964年6月、駐日アルジェリア大使館が開設された。初代駐日大使はFLN極東代表部で勤務経験のあるアブデルマレク・ベンハビレスで、1964年から1966年まで駐日大使の任にあった。

## 所在地
| 日本語   | 〒153-0062 東京都目黒区三田2-10-67             |
| 英語     | 10-67, Mita 2-chome, Meguro-ku, Tokyo 153-0062 |
| アクセス | JR山手線/都営三田線/東急目黒線目黒駅中央改札口 |

## 大使
2023年11月6日より、ファリード・ブーラハベルが特命全権大使を務めている。
歴代大使からは憲法評議会議長や法務大臣を輩出している。1964年から1966年にかけて駐日大使であったアブデルマレク・ベンハビレスが、憲法評議会議長や法務大臣を歴任した。